# Cô gái vượt thời gian (phim 2006)
Cô gái vượt thời gian (Nhật: 時をかける少女 Hepburn: Toki o Kakeru Shōjo) là một anime thể loại khoa học viễn tưởng lãng mạn công chiếu năm 2006, Hosoda Mamoru đạo diễn và Okudera Satoko viết kịch bản. Phim là một phần tiếp nối không rõ ràng của tiểu thuyết Cô gái vượt thời gian của Tsutsui Yasutaka. Madhouse đã thực hiện bộ phim và Kadokawa Herald Pictures đảm nhận phần phân phối. Cốt truyện xoay quanh Konno Makoto một nữ sinh trẻ người tình cờ có được một sức mạnh siêu nhiên. Makoto được dì của mình là Yoshihara Kazuko tiết lộ rằng cô có sức mạnh để vượt thời gian. Makoto bắt đầu sử dụng sức mạnh này để giải quyết các rắc rối của mọi người xảy ra xung quanh mình.
Cô gái vượt thời gian công chiếu vào ngày 15 tháng 7 năm 2006, và giành được nhiều giải thưởng như giải Viện Hàn lâm Nhật Bản Phim hoạt hình của năm. Bộ phim được chiếu tại Liên hoan phim Nhật Bản: Thổi làn gió mới! Phim truyện và hoạt hình Nhật Bản năm 2013, và phát sóng trên truyền hình SAM - BTV11 tại Việt Nam ngày 29 tháng 5 năm 2016.

## Tổng quan

### Sơ lược cốt truyện
Nội dung phim Makoto Konno, người thích chơi bóng chày, sống với cha mẹ và em gái Miyuki trong Shitamachi khu vực của Tokyo, Nhật Bản. Dì của cô Kazuko Yoshiyama, là một nhà phục chế nghệ thuật tại Bảo tàng Quốc gia Tokyo. Một ngày nọ, khi Makoto phát hiện ra một thông điệp được viết trên bảng đen tại trường trung học của mình, cô vô tình rơi vào một không gian thời gian kì lạ. Trên đường về nhà mình, Makoto bị tông vào một đường sắt khi xe đạp của cô bị mất phanh và đâm một chiếc xe lửa. Cô thấy mình trở lại thời điểm khi cô đã cưỡi xe đạp của mình trên đồi. Kazuko giải thích cho Makoto rằng cô ấy có sức mạnh để nhảy qua thời gian.
Lúc đầu, Makoto sử dụng quyền hạn của mình để tránh bị muộn, nhận điểm hoàn hảo, và thậm chí lạm dụng để hát đi hát lại trong một cuộc hát karaoke trong nhiều giờ, nhưng nhanh chóng phát hiện ra rằng các hành động của mình có thể ảnh hưởng xấu đến người khác. Do đó, Makoto sử dụng hầu hết các bước nhảy của cô để ngăn chặn tình huống không mong muốn xảy ra, trong đó có một thú nhận tình yêu vụng từ người bạn thân nhất của cô Chiaki Mamiya.
Makoto cuối cùng phát hiện ra một số hình xăm trên cánh tay của mình mà chỉ ra số lượng hạn chế về thời gian cô gái có thể Làm các bước nhảy vọt thời gian. Sử dụng thời gian còn lại có thể nhảy của mình, Makoto cố gắng để làm điều đúng cho tất cả mọi người. Khi Chiaki điện thoại gọi Makoto hỏi nếu cô ấy biết về thời gian nhảy, cô gái sử dụng thời gian bước nhảy cuối cùng của mình để ngăn chặn cuộc gọi của Chiaki. Makoto cố gắng để ngăn chặn Kosuke Tsuda và bạn gái mới của mình, Kaho Fujitani, vay mượn xe đạp bị lỗi phanh của cô, nhưng đến quá muộn để giúp và chứng kiến họ bị tông bằng xe lửa.

### Nhân vật
Makoto Konno (紺野 真琴 Konno Makoto)
Lồng tiếng bởi: Riisa Naka
Chiaki Mamiya (間宮 千昭 Mamiya Chiaki)
Lồng tiếng bởi: Takuya Ishida
Kosuke Tsuda (津田 功介 Tsuda Kousuke)
Lồng tiếng bởi: Mitsutaka Itakura
Yuri Hayakawa (早川 友梨 Hayakawa Yuri)
Lồng tiếng bởi: Ayami Kakiuchi
Kaho Fujitani (藤谷 果穂 Fujitani Kaho)
Lồng tiếng bởi: Mitsuki Tanimura
Kazuko Yoshiyama (芳山 和子 Yoshiyama Kazuko)
Lồng tiếng bởi: Sachie Hara
Miyuki Konno (紺野 美雪 Konno Miyuki)
Lồng tiếng bởi: Yuki Sekido
Sojiro Takase (高瀬 宋次郎 Takase Sojiro)
Lồng tiếng bởi: Yoji Matsuda

## Phát hành
Cô gái vượt thời gian công chiếu ở rất ít rạp tại Nhật Bản và đã thu về 300.000.000 yên (khoảng 3.000.000 USD). Bộ phim được quảng bá một cách rất hạn chế so với các phim hoạt hình khác cũng công chiếu năm 2006 như Huyền thoại đất liền và đại dương, nhưng được hỗ trợ bởi một số lượng lớn người truyền miệng và đánh giá khiến nó thu hút được sự chú ý của khán giả. Tại rạp chiếu phim Shinjuku vào ngày đầu công chiếu, phòng chiếu phim đã không còn ghế ngồi và nhiều khán giả cũng đã đứng để xem phim. Sau đó nhà phân phối Kadokawa Herald Pictures đã tăng số lượng rạp chiếu trên khắp Nhật Bản cũng như đưa bộ phim đi trình chiếu và tham dự các buổi liên hoan phim quốc tế. Bandai Entertainment đã tiến hành trình chiếu bộ phim tại thị trường Bắc Mỹ vào ngày 19 tháng 11 năm 2006 trong Liên hoan phim hoạt hình chiếu rạp Waterloo và ngày 03 tháng 3 năm 2007 Liên hoan phim quốc tế New York dành cho trẻ em. Bộ phim cũng đã được trình chiếu tại Liên hoan phim quốc tế Leeds vào ngày 02 tháng 4 năm 2008.
Madman Entertainment đã đăng ký bản quyền phiên bản tiếng Anh để phát hành bộ phim tại thị trường Bắc Mỹ và Anh, Proware Multimedia International và Intercontinental Video Limited cũng đã đăng ký bản quyền tại Đài Loan và Hồng Kông. Bộ phim cũng đã được phân phối tại nhiều nước như Eurozoom đã tiến hành phân phối tại Pháp, Pan Distribuzione tại Ý, Kazé Germany tại Đức và Reanimedia tại Nga.

## Âm nhạc
Yoshida Kiyoshi đảm nhận việc biên soạn nhạc cho phim anime. Phim có hai bản nhạc chủ đề, một mở đầu và một kết thúc. Bản nhạc mở đầu là bài Natsuzora (夏空) do Yoshida Kiyoshi biên soạn và trình bày, bản nhạc này đã phát hành chung với album chứa các bản nhạc dùng trong phim vào ngày 12 tháng 7 năm 2006. Bản nhạc chủ đề thứ hai là bài hát kết thúc có tên Garnet (ガーネット) do Hanako Oku trình bày, đãi đơn chứa bài hát cũng đã phát hành vào ngày 12 tháng 7 năm 2006.
| Garnet (ガーネット) | Garnet (ガーネット)                          | Garnet (ガーネット) |
| STT                 | Nhan đề                                      | Thời lượng          |
| ------------------- | -------------------------------------------- | ------------------- |
| 1.                  | "Garnet (Hikigatari) (ガーネット(弾き語り))" | 5:14                |
| 2.                  | "Kawaranai Mono (変わらないもの)"            | 4:43                |
| 3.                  | "Garnet (ガーネット)"                        | 5:19                |
| Tổng thời lượng:    | Tổng thời lượng:                             | 15:16               |

| Gekijouban Animation Toki wo Kakeru Shoujo Original Sound Track (劇場版アニメーション 時をかける少女 Original Sound Track) | Gekijouban Animation Toki wo Kakeru Shoujo Original Sound Track (劇場版アニメーション 時をかける少女 Original Sound Track) | Gekijouban Animation Toki wo Kakeru Shoujo Original Sound Track (劇場版アニメーション 時をかける少女 Original Sound Track) |
| STT | Nhan đề | Thời lượng |
| --- | --- | --- |
| 1. | "Natsuzora ~Opening Theme~ (夏空～オープニングテーマ～)"                                                                   | 2:55 |
| 2. | "Sketch (スケッチ)" | 1:09 |
| 3. | "Aria (Goldberg Hensoukyoku Yori) (アリア(ゴールドベルグ変奏曲より))"                                                      | 3:09 |
| 4. | "Karakuri Tokei ~ Time Leap (からくり時計～タイムリープ)"                                                                  | 0:49 |
| 5. | "Shoujo no Fuan (少女の不安)"                                                                                              | 2:45 |
| 6. | "Sketch (Long Version) (スケッチ(ロング・バージョン))"                                                                     | 4:35 |
| 7. | "Daylife" | 2:07 |
| 8. | "Daiichi Hensoukyoku (Goldberg Hensoukyoku Yori) (第一変奏曲(ゴールドベルグ変奏曲より))"                                   | 1:14 |
| 9. | "Mirai no Kioku (未来の記憶)"                                                                                              | 1:49 |
| 10. | "Seijaku (静寂)" | 6:44 |
| 11. | "Kawara nai Mono (Strings Version) (挿入歌「変わらないもの」(ストリングス・バージョン))"                                   | 4:46 |
| 12. | "Natsuzora ~Ending Theme~ (夏空～エンディング・テーマ～)"                                                                  | 2:35 |
| 13. | "Time Leap (Long Version) (タイムリープ(ロング・バーション))"                                                              | 3:16 |
| 14. | "Natsuzora (Long Version) (夏空(ロング・バージョン))"                                                                      | 5:16 |
| 15. | "Garnet (Yokokuhen Short Version) (Bonus Track) (主題歌「ガーネット」(予告編ショート・バージョン) (Bonus Track))"          | 2:02 |
| Tổng thời lượng: | Tổng thời lượng: | 45:11 |

## Đón nhận
Mặc dù Cô gái vượt thời gian không phải là bom tấn trong các rạp chiếu phim, nhưng bộ phim rất thành công và nhận được nhiều đánh giá tốt trong các liên hoan phim mà bộ phim tham dự. Tại liên hoan phim quốc tế Sitges lần thứ 39, bộ phim đã giành được danh hiệu Phim hoạt hình xuất sắc nhất. Bộ phim cũng đã đành Danh hiệu lớn dành cho phim hoạt hình tại Lễ trao giải phim Mainichi lần thứ 61. Danh hiệu Phim hoạt hình của năm của Viện hàn lâm Nhật Bản cũng đã được trao cho bộ phim trong lễ trao giải viện hàn lâm Nhật Bản lần thứ 30. Bộ phim cũng đã được đề cử nhưng không giành được giải thưởng Nihon SF Taisho. Bộ phim đã giành được Danh hiệu lớn dành cho thể loại phim hoạt hình tại Lễ hội Nghệ thuật Truyền thông Nhật Bản. Tại Hội chợ Anime Quốc tế Tokyo lần thứ 6 diên ra vào ngày 22 tháng 3 năm 2007, bộ phim đã được đề cử và giành danh hiệu Phim hoạt hình của năm. Bô phim đã giành được Giải phim truyện đặc biệt tại Liên hoan phim hoạt hình quốc tế Annecy lần thứ 31 diễn ra vào ngày 16 tháng 6 năm 2007. Tại Liên hoan phim Cinemanila diễn ra tại Manila, Philippines vào tháng 8 năm 2007 bộ phim đã được chiếu trong các rạp đầy người.